# Agartha (album)
Agartha è un album del gruppo jazz finlandese Oddarrang, pubblicato dalla Edition Records nel 2016.

## Tracce
Compact disc
1. Aletheia – 5:26
2. Central Sun – 5:37
3. Mass I-III – 9:51
4. Admiral Byrd's Flight – 6:52
5. Telos / Agartha – 11:18

Durata totale: 39:04

## Formazione
- Olavi Louhivuori: percussioni, compositore
- Ilmari Pohjola: trombone
- Osmo Ikonen: violoncello
- Lasse Sakara: chitarra
- Lasse Lindgren: basso